# Grote Scheldeprijs 1960
Il Grote Scheldeprijs 1960, quarantaseiesima edizione della corsa, si svolse il 2 agosto per un percorso con partenza ed arrivo a Schoten. Fu vinto dal belga Piet Oellibrandt della squadra Dr. Mann-Dossche Sport davanti al connazionale Marcel Buys e all'olandese Michel Stolker.

## Ordine d'arrivo (Top 10)
| Pos. | Corridore            | Squadra                   | Tempo |
| ---- | -------------------- | ------------------------- | ----- |
| 1    | Piet Oellibrandt     | Dr. Mann-Dossche Sport    |       |
| 2    | Marcel Buys          | Libertas-Eura Drinks      |       |
| 3    | Michel Stolker       | Helyett-Leroux-Hutchinson |       |
| 4    | Victor Wartel        | Groene Leeuw-Sinalco-SAS  |       |
| 5    | Jozef Mariën         | Libertas-Eura Drinks      |       |
| 6    | Ronald Murray        | Wiel's-Flandria           |       |
| 7    | Raymond Vrancken     | Dr. Mann-Dossche Sport    |       |
| 8    | Leopold Schaeken     | Wiel's-Flandria           |       |
| 9    | Gilbert Van De Wiele | Wiel's-Flandria           |       |
| 10   | Cyriel Huyskens      | Wiel's-Flandria           |       |